# بون إيفار
بون إيڤار (بالإنجليزية: Bon Iver)‏ فرقة موسيقية أميركية للإندي فوك أنشأها في سنة 2007 المغني المؤلف جاستن ڤرنن.
ڤرنن أطلق ألبوم بون إيفار الأول، فور أما فور أفر أگو (For Emma, Forever Ago، لـ«أما»، منذ الأبد) مستقلا في يوليو 2007. معظم ذلك الأبوم سُجِّلَ خلال الأشهر الثلاثة التي قضاها في منفصلا في كوخ في شمال غرب ولاية ويسكونسن.
وحازت الفرقة فيما بعد على جائزة غرامي لأفضل فنان جديد وأفضل ألبوم للموسيقى التبديلي سنة 2012 لألبومها «بون إيفار، بون إيفار» (Bon Iver, Bon Iver، «مدينة بون إيفار بولاية بون إيفار»).

## قائمة ألبومات
ألبومات سُجِّلت في الاستوديو
- «فور أما فور أفر أگو» (For Emma, Forever Ago، لـ«أما»، منذ الأبد) (سنة 2007)
- «بون إيفار، بون إيفار» (Bon Iver, Bon Iver، «مدينة بون إيفار بولاية بون إيفار») (سنة 2011)
- «توانتي تو، أ مليون» (22، مليار، 22, A Million) (سنة 2016)

## المعرض

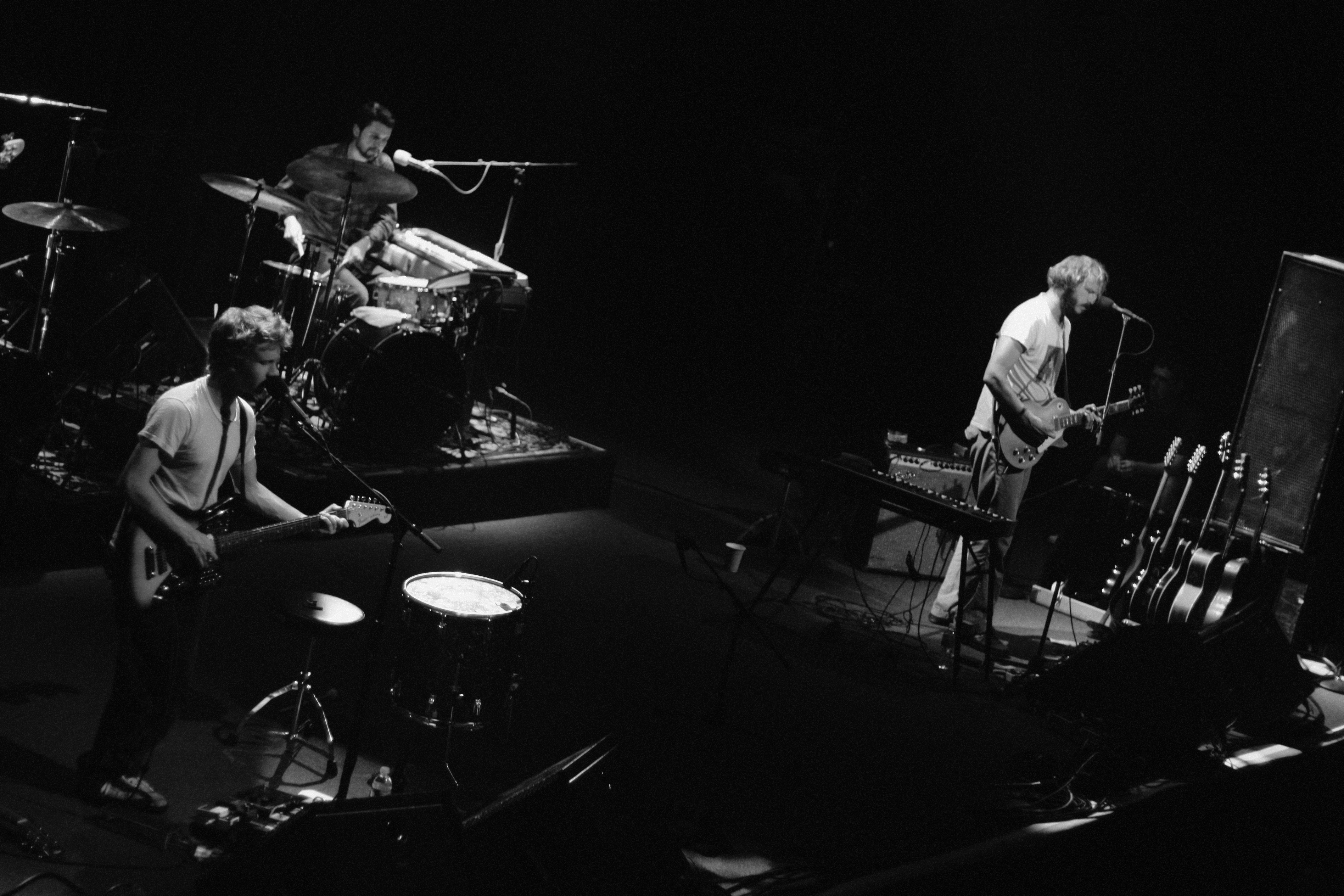
من اليمين لليسار: نويس وكاري وڤرنن يؤدون في مسرح ذا فلمور سنة 2009.
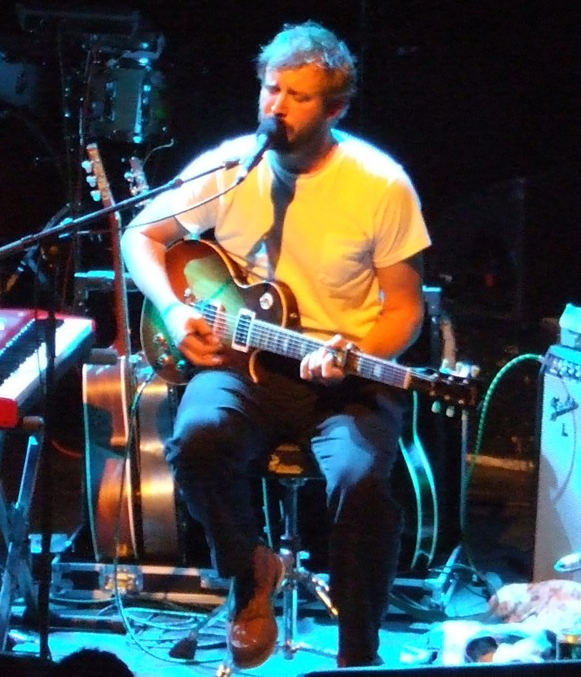
ڤرنن يؤدي مع بون إيفار في مسرح شابردز بوش في مدينة لندن البريطانية سنة 2008.

## روابط خارجية
- بون إيفار على موقع IMDb (الإنجليزية)
- بون إيفار على موقع ميوزك برينز (الإنجليزية)
- بون إيفار على موقع رولينغ ستون (الإنجليزية)
- بون إيفار على موقع أول ميوزيك (الإنجليزية)
- بون إيفار على موقع ديسكوغز (الإنجليزية)
- بون إيفار على موقع قاعدة بيانات الفيلم (الإنجليزية)